# Suzuki T 20

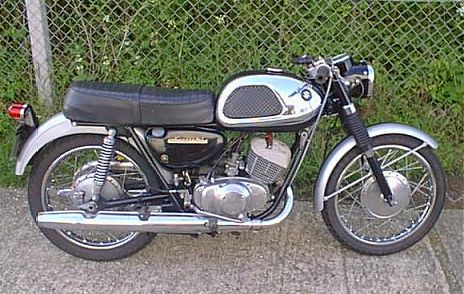
Suzuki T 20, Modelljahr 1967

Die Suzuki T 20 (Verkaufsname T 20 Super-Six oder X 6 Hustler) ist ein unverkleidetes Motorrad des japanischen Herstellers Suzuki.

## Vorstellung

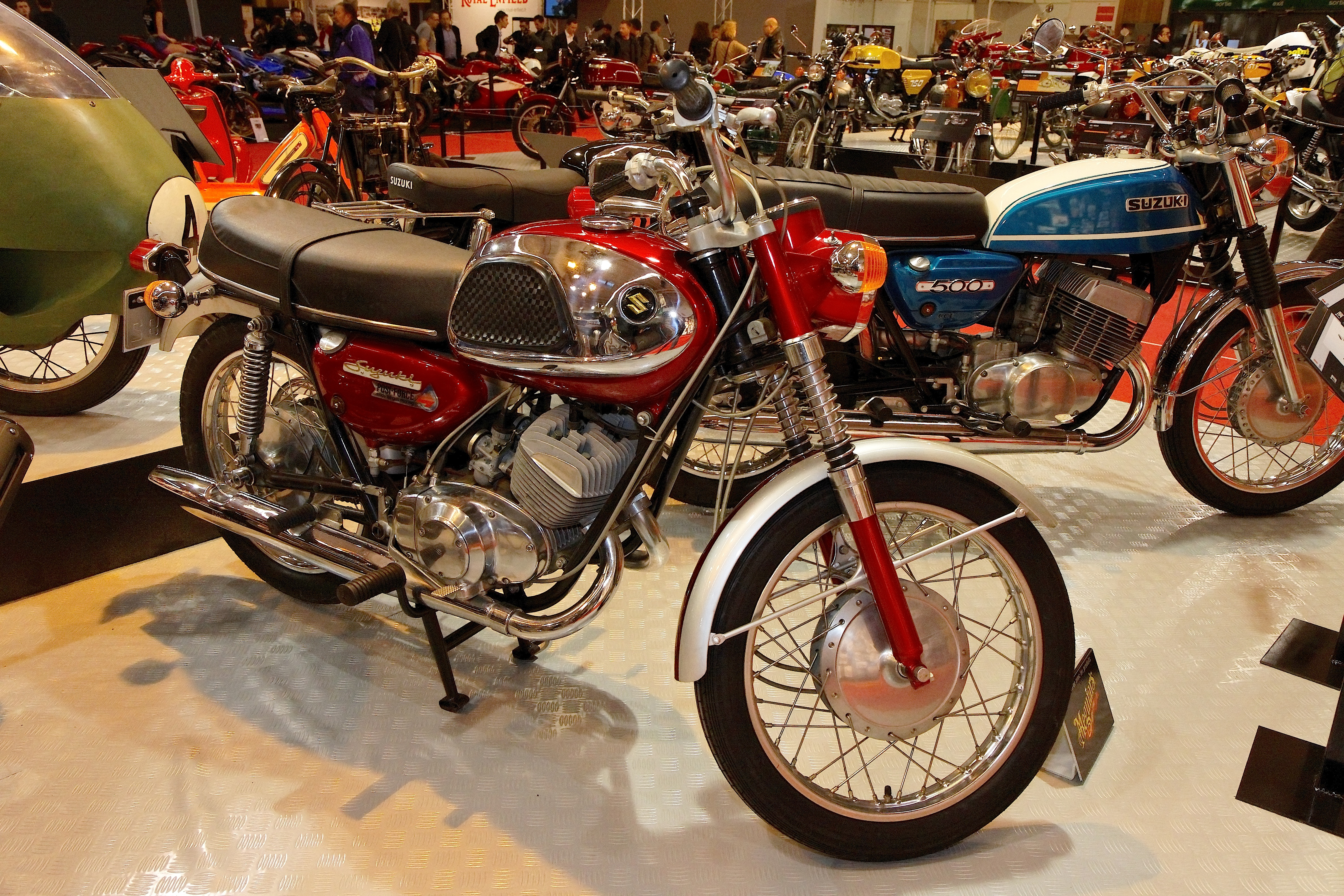
Suzuki T 20

Die T 20 wurde 1965 vorgestellt. Sie hat einen Motor mit 247 cm³ Hubraum und einer Leistung von 33 PS (24 kW); das Getriebe hat 6 Gänge. Sie erreicht 160 km/h Höchstgeschwindigkeit. In Spitzenzeiten wurden monatlich 5000 Maschinen abgesetzt.
Die Suzuki T20 wurde von 1965 bis 1969 unter den verschiedenen Bezeichnungen „Super Six“ respektive „X6 Hustler“ verkauft. Die Firma Suzuki, ansässig in Hamamatsu, exportierte den größten Anteil der Produktion von 35.500 Exemplaren in die USA bzw. nach Großbritannien.
Die Nachfolge trat 1969 die Suzuki T 250 an. Mit der nächsten Generation, der Suzuki GT 250 im Jahr 1973 kam dieses Kraftrad auch offiziell nach Deutschland.

## Motor und Getriebe
Angetrieben wurde sie von einem luftgekühlten Zweitakt-Parallel-Twin mit einem Hubraum von 247 cm³.
Der fahrtwindgekühlte Zweizylinder-Zweitakt-Motor hat eine Dreikanal-Schlitzsteuerung. Hub und Bohrung betragen 54 mm. Die Zylinder sind aus einer Aluminium-Legierung und die Laufbuchsen aus Grauguss. Der Motor hat wegen des Zweitaktprinzips eine Öleinspritzung „Posi Force“ (Getrenntschmierung). Eine last- und drehzahlabhängig arbeitende Ölpumpe versorgt Kurbelwellenlager und die Zylinderlaufflächen mit Frischöl. Das Motoröl befindet sich in einem separaten Öltank unter dem rechten Seitendeckel. Zwei Mikuni-Schiebervergaser mit je 24 Millimeter Durchlass speisen die beiden Zylinder mit dem Kraftstoff-Luft-Gemisch. Bei Testfahrten auf dem Nürburgring durch die Zeitschrift "Das Motorrad" bei vollem Leistungsabsatz wurde ein Verbrauch von 7,8 Liter Benzin und 0,6 Liter Schmieröl errechnet. Im Jahr 1967 kam die nahezu baugleiche T 21 auf den Markt.

## Bestand und Ersatzteilversorgung
Marktführer Classic Data bewertet Exemplare in bedauernswertem Zustand mit 700 Euro und top restaurierte Maschinen mit ca. 4.400 Euro. (Stand 2016) Das Angebot ist sehr gering.
Die Ersatzteillage ist schwierig. Seitenverkleidungen, die Chromwangen am Tank, der Scheinwerfer und die Auspuffanlage sind kaum noch zu bekommen. Mögliche Geräusche vom Kupplungslager deuten auf ein Lagerspiel im Leerlauf hin.

## Suzuki T20 X6 Hustler

### Farben
- Black,
- Candy Red,
- Candy Blue,
- Black,
- Candy Red,
- Candy Blue Black,
- Candy Red

### Neupreis
Der Neupreis betrug 3.025 DM.

### Bewertung nach nippon-classic
- Design 9
- Motorleistung 10
- Kultfaktor 8
- Seltenheit 7
- Wertsteigerung 8